# Josef Fanderlík
Josef Fanderlík, též Josef Fanderlik (4. března 1839 Olomouc – 8. května 1895 Uherské Hradiště), byl český politik, poslanec Moravského zemského sněmu a Říšské rady, jedna z hlavních postav staročeské Moravské národní strany.

## Životopis
Pocházel z rodiny holandského původu (Van der Lyik). Otec byl vrchnostenský úředník arcibiskupské kapituly. Matka Rosalie pocházela z původně italské rodiny Pogliesů z Uherského Hradiště a byla spřízněna s předsedou moravských staročechů Aloisem Pražákem. Vychodil obecnou školu v Petřvaldě, navštěvoval gymnázia v Brně a Olomouci. V letech 1856–1860 studoval na Vídeňské univerzitě, kde promoval v červenci 1864. Podle jiného pramene ale již roku 1860 získal titul doktora práv. Působil pak v advokátní kanceláři svého strýce Aloise Pražáka v Brně. Od roku 1868 měl vlastní advokátní praxi, zprvu ve Velkém Meziříčí, od roku 1869 v Prostějově, od roku 1873 v Olomouci a roku 1879 přešel do Uherského Hradiště, kde převzal praxi po Františku Aloisi Šromovi.
Podílel se na založení sokolské organizace v Prostějově, v které v letech 1864–1865 zastával funkci místostarosty a od roku 1868 starosty místní sokolské jednoty. Působil i jako předseda Měšťanské besedy a Rolnické záložny v Uherském Hradišti.
V letech 1871–1895 byl poslancem Moravského zemského sněmu, od roku 1884 až do své smrti i jako člen Moravského zemského výboru.
Ve volbách roku 1873 se stal i poslancem Říšské rady (celostátní zákonodárný sbor), kde zastupoval městskou kurii, obvod Nové Město, Bystřice atd. Poslanecký slib složil 21. ledna 1874 v rámci průlomového vstupu moravských staročechů na Říšskou radu (česká reprezentace z Čech se nadále odmítala zasedání parlamentu účastnit v rámci státoprávních snah). Mandát obhájil za stejný okrsek i ve volbách roku 1879. Zastával funkci pořadatele. Opětovně se poslancem Říšské rady stal ve svém tradičním obvodu ve volbách roku 1885 a volbách roku 1891. Ve vídeňském parlamentu setrval do své smrti roku 1895. Pak ho na poslaneckém křesle vystřídal Adolf Stránský.
Po volbách roku 1873, když moravští národní poslanci, na rozdíl od kolegů z Čech, vstoupili do Říšské rady, přistoupil ke konzervativnímu Hohenwartově klubu, který reprezentoval konzervativní německorakouské a federalistické opoziční síly. Od roku 1879 již na Říšské radě působila celá česká politická reprezentace, která ukončila politiku pasivní rezistence. Jako zkušený parlamentní politik ovšem novým českým kolegům v poslaneckých lavicích dal realistickou radu, po zkušenostech s vídeňskou parlamentní politikou: „na Říšské radě jest nejlepším programem žádný program.“ Po volbách v roce 1879 se na Říšské radě připojil k Českému klubu (jednotné parlamentní zastoupení, do kterého se sdružili staročeši, mladočeši, česká konzervativní šlechta a moravští národní poslanci). Jako člen parlamentního Českého klubu se uvádí i po volbách v roce 1885. Působil jako předák moravských staročechů. Zasedal ve vedení staročeské strany.
Zemřel roku 1895 v Uherském Hradišti a byl pochován na zdejším mařatickém hřbitově.